# Giovanni Domenico Casella

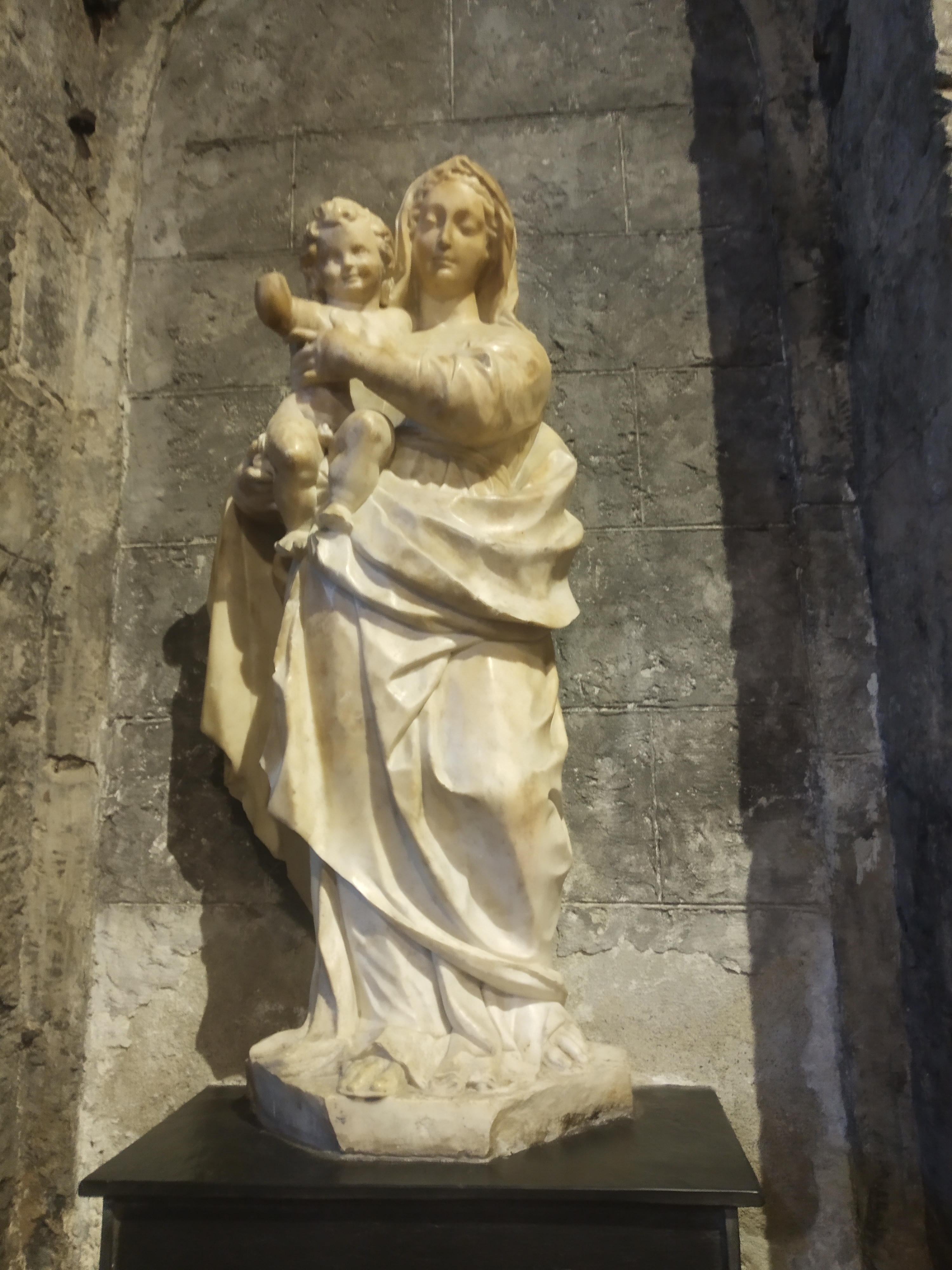
Scultura eseguita da Giovanni Domenico Casella

Giovanni Domenico Casella, detto lo Scorticone (Carona, 1570 circa – 1637 circa), è stato un architetto e scultore svizzero-italiano.

## Biografia
Lombardo, originario di Carona, svolse la sua attività agli inizi del Seicento, principalmente in Liguria.
Fu allievo di Taddeo Carlone. Scolpì le statue di San Carlo Borromeo e Sant'Ambrogio, a lato dell'altare della Chiesa del Gesù e dei Santi Ambrogio e Andrea a Genova e Porta Pila, nell'ormai distrutto omonimo Borgo Pila.
Secondo Vincenzo Fontana, storico e studioso di teoria architettonica del Cinquecento, le statue in marmo, poste nelle cappelle laterali della chiesa di San Pietro in Banchi, sempre nel centro storico di Genova, sono opera di Carlone e Casella.
Casella portò a termine l'opera dopo la morte del maestro, che aveva iniziato a dirigere i lavori di rifacimento partendo dal piano di base di un palazzo della famiglia Lomellini, dal 1583, circondandolo con una balaustrata in marmo.
A partire dal 1615 diresse il cantiere della Basilica della Santissima Annunziata del Vastato insieme a Giacomo Porta e soprattutto realizzò la decorazione scultorea della chiesa con marmo, pietre, stucco e oro.